# Ewa Zajączkowska-Hernik

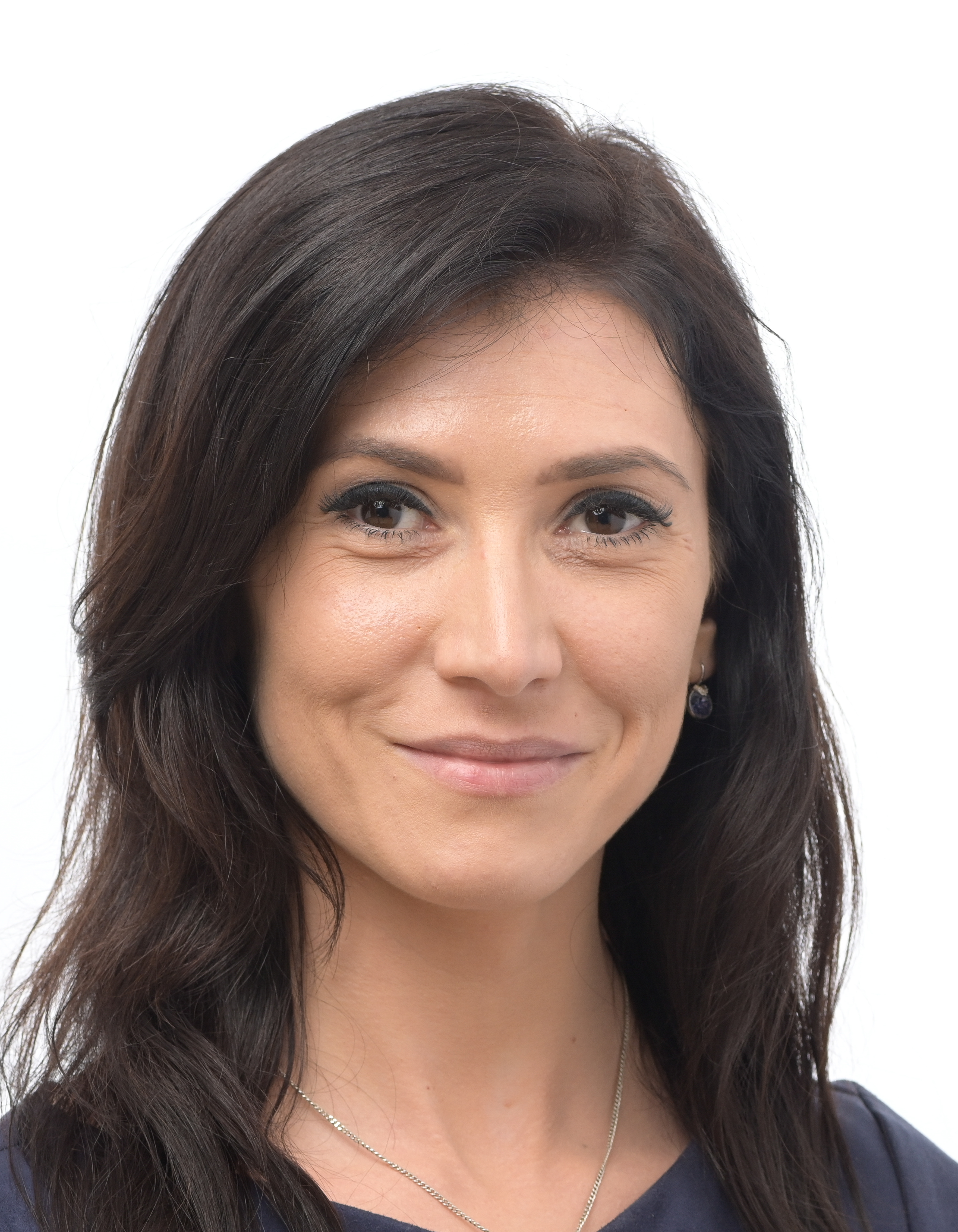

Ewa Zajączkowska-Hernik (nascida a 20 de janeiro de 1990) é uma política, historiadora e jornalista polaca.
Foi presidente da seção juvenil do KORWiN Radom e da Associação do Movimento Patriótico-Liberdade. De 2009 a 2013 estudou história na Universidade Maria Curie-Skłodowska.
Entre 2016 e 2023 trabalhou na comunicação social como jornalista do site wSensie.pl e do portal światrolnika.info, cobrindo temas políticos, económicos e agrícolas. Em 2024, foi eleita deputada ao Parlamento Europeu com 102.569 votos.
Casou-se com Marcin Hernik, designer gráfico da Farmer Support Foundation, Polish Land. Esteve envolvida na indústria de peles.